# اعتراضات بحران آب ۱۴۰۱ چهارمحال و بختیاری
اعتراضات بحران آب ۱۴۰۱ چهار‌محال و بختیاری در روز سه‌شنبه، ۲۵ مرداد، مقابل استانداری چهارمحال و بختیاری در شهرکرد به دلیل بحران بی‌آبی برگزار شد. به دنبال محقق‌ نشدن مطالبات مردم و ادامه ‌یافتن مشکل کمبود آب، مردم معترض این استان برای چندمین بار طی سال‌های ۱۴۰۰ و ۱۴۰۱ تجمع اعتراضی برپا کرده و با سردادن شعارهای ضد حکومتی خواستار رسیدگی به بحران بی‌آبی در این استان شدند. قطع آب شرب در برخی از مناطق شهرکرد تا دوازه روز ادامه پیدا کرده بود.

## پیشینه
در اوایل مرداد سال ۱۴۰۱ در پی بارش‌های شدید در سراسر استان چهارمحال و بختیاری، از جمله روستای بارده را در وضعیت اضطراری و بحرانی قرار داد و با ادامه‌ بارش در مناطق کوهرنگ، بروجن، شهرکرد، غرب اردل و جنوب غرب لردگان بحران سیل سراسر استان را دربرگرفت. در ۱۴ مرداد نیز وقوع سیل سبب خسارات سنگین، شامل: تلفات و مفقود شدن افراد، قطع راه‌های ارتباطی و قطعی آب شرب در بخش‌هایی مانند منازل مسکونی، کسب‌وکار، دامداران و کشاورزان در اقصی نقاط این استان گردید.
پس از وقوع سیل، سیستم آب‌رسانی در  چشمه کوهرنگ که یکی از مراکز اصلی آب شرب شهرکرد است، آلوده به گل و لای گشته به‌طوریکه  امکان استفاده از تصفیه‌خانه نیز امکانپذیر نبود و لذا از مدار خارج گردید. این رویداد سبب ایجاد تنش بی‌آبی در هفت شهر و ۳۴ روستای این استان شده و آب شرب شهرکرد نیز به‌صورت سراسری قطع شد. سرانجام عواملی مانند سوءمدیریت و سیاست‌های نامتوازن و غیرکارشناسانه مسئولان در زمینه سدسازی و انتقال آب بین‌حوضه‌ای، در کنار خشکسالی و تغییرات اقلیمی به عنوان علل بحران آب در این استان، سبب بروز اعتراضات ۱۴۰۱ بحران آب چهارمحال و بختیاری گردید.

### اقدامات
مدیرعامل شرکت آب و فاضلاب چهارمحال و بختیاری گفت که برای جبران «کمبود آب شهرکرد»  ۱۵ حلقه چاه با «۲۰ کیلومتر لوله‌‌گذاری» به شبکه توزیع آب متصل شده است. استاندار چهارمحال بختیاری گفت برای جبران فقدان اب از تصفیه‌خانه‌ها و منابع جایگزین استفاده می‌شود. در این مدت آب رسانی به شهروندان به وسیله تانکر و بعضا ریختن آب در کیسه‌های پلاستیکی و توزیع آن میان مردم صورت میگرفت، در مورد این که این شیوه آبرسانی نیاز شهروندان را رفع کند تردید شد.

## اعتراضات
اوایل آذر ۱۴۰۰ نیز، شماری از شهروندان استان چهارمحال و بختیاری برای چندمین بار در اعتراض به طرح‌های انتقال آب، در شهرکرد تجمع اعتراضی بر پا کردند.
در اردیبهشت ‌۱۴۰۱، معترضان در شهرکرد تجمع کرده و شعارهایی مانند «مرگ بر خامنه‌ای» و «بختیاری می‌میرد، ذلت نمی‌پذیرد» سر دادند.
با اجرا‌ نشدن وعده‌ مسئولان برای حل مشکل چندین روزه بی‌آبی در استان چهارمحال و بختیاری، مردم معترض این استان سه‌شنبه، ۲۵ مرداد، در برابر استانداری در شهرکرد تجمع کردند و شعار «مرگ بر رئیسی» و «‌ننگ ما ننگ ما دولت الدنگ ما» سر دادند.

## شعارها
«فقط کف خیابون، به دست می‌آد حقمون»
«بی‌شرف، بی‌شرف»
«مرگ بر خامنه‌ای»
«ننگ ما ننگ ما صداوسیمای الدنگ ما»
«وای اگر برنو بدست شویم» اشاره به تفنگ معروف در اقوام بختیاری 
«بختیاری می‌میرد، ذلت نمی‌پذیرد»
«نماینده کجایی، این‌قدر بی‌حیایی»
«مرگ بر رئیسی»
«‌ننگ ما ننگ ما دولت الدنگ ما»